# Foulain
Foulain je francouzská obec v departementu Haute-Marne v regionu Grand Est. V roce 2012 zde žilo 724 obyvatel.

## Sousední obce
Leffonds, Luzy-sur-Marne, Marnay-sur-Marne, Neuilly-sur-Suize, Poulangy, Richebourg

## Vývoj počtu obyvatel
Počet obyvatel